# Amerobelba decedens
Amerobelba decedens är en kvalsterart som beskrevs av Berlese 1908. Amerobelba decedens ingår i släktet Amerobelba och familjen Amerobelbidae. Inga underarter finns listade i Catalogue of Life.